# Dichochrysa melanopis
Dichochrysa melanopis är en insektsart som först beskrevs av Navás 1914.  Dichochrysa melanopis ingår i släktet Dichochrysa och familjen guldögonsländor. Inga underarter finns listade i Catalogue of Life.